# 朱瑞椿
朱瑞椿（?—?），字春山，浙江海盐人。清朝官员、诗人。

## 生平
乾隆五十八年（1793年）进士，授霞浦县知县，改严州府儒学教授。朱瑞椿博学能文，工古今体诗。有朝鲜使臣金履度读其杨花诗四首，以为胜过古人名作，特手录携去。有《春山诗存》四卷行世。